# Turanka kanadská
Turanka kanadská (Conyza canadensis) je hojně rozšířená plevelná bylina z čeledi hvězdnicovité.

## Popis
Rostlina dorůstá do výšky až přes jeden metr, má silnou ochlupenou lodyhu, na níž jsou střídavě umístěny úzké listy, dlouhé až 10 cm. Květenství jsou drobné úbory, s vnitřními trubkovitými květy žluté barvy, zatímco vnější jazykovité květy jsou bílé. Úbory jsou umístěny v latách; na jedné rostlině jich může být 50 až 250. Plodem je přitiskle chlupatá nažka.

## Rozšíření a ekologie
Turanka kanadská roste v příkopech, na železničních náspech, na rumištích a navážkách nebo lesních mýtinách. Jako plevel se často vyskytuje na vinicích. Preferuje písčité půdy s častým narušováním, kde tvoří první sukcesní vlnu. Dobře snáší nedostatek vláhy. Rychle se šíří a je poměrně odolná vůči herbicidům.
Rostlina pochází ze Severní Ameriky a rozšířila se kromě polárních oblastí do celého světa. Ve střední Evropě se objevila v 18. století, patří tedy mezi zdomácnělé neofyty.

## Využití
V lidovém léčitelství se používá jako močopudný prostředek, turankovým olejem se odpuzují blechy. Američtí Siouxové ji v zemi její domoviny rozžvýkanou využívali jako náplast na zanícená, oteklá nebo bolavá kolena.